# 买彦州
买彦州（1968年10月—），男，回族，河南人，1991年10月参加工作，中国共产党党员，教授级高级工程师，享受国务院特殊津贴的专家，1991年毕业于郑州大学电子工程系电子学与信息系统专业，获得工学学士学位，2002年获得北京邮电大学电子与信息工程专业硕士。现任中共宁夏回族自治区党委常委，自治区人民政府副主席。

## 简历
本科毕业后先后在周口地区邮电局、鹿邑县邮电局、驻马店地区电信局、驻马店地区电信公司、中国网通河南省分公司、中国网通广东省分公司任职。2006年6月，任中国网通广东省分公司副总经理。2009年3月，任中国联通广东省分公司副总经理。2011年4月，任中国联通福建省分公司总经理。2014年9月，任中国联通辽宁省分公司总经理、党委书记。2017年12月，任中国联合网络通信集团有限公司副总经理、党组成员。2021年12月，任电讯盈科公司董事会副主席及董事会辖下执行委员会成员。2022年5月，转战政界，任中共宁夏回族自治区党委常委，同年6月任自治区人民政府副主席。
第十二届全国人民代表大会代表，辽宁省第十二届人民代表大会代表、财政经济委员会委员。